# 淮安市广播电视台
淮安市广播电视台，是一家总部设在江苏省淮安市的地级广播电视台，成立于2008年3月。总台以“新闻立台、产业兴台、人才强台、品牌塑台”的理念，以“弘扬淮安精神，彰显文化品位，提升城市内涵，突出地方特色”为发展方向。旗下拥有淮安电视台、淮安人民广播电台、淮安广播电视报、淮安视听网等传媒资源。

## 历史

### 淮安人民广播电台
1959年初，江苏省人民政府拨款8万元人民币，在淮阴市有线广播站的基础上，筹建淮阴人民广播电台，同年7月20日正式播音，频率1530千赫，台址设在淮阴市八面佛。
1962年3月，该台被撤销，停止播音，直至1969年5月1日重新筹建，1970年1月1日重新播音。
1978年11月23日，江苏省实行同步广播，该台改频率为1314千赫，取消淮阴人民广播电台呼号，改为转播台，全部转播江苏人民广播电台节目。1985年5月1日，该台重新启用淮阴人民广播电台呼号，并恢复自办节目。
2001年，因淮阴市更名为淮安市，该台随之更名为淮安人民广播电台。

### 淮安电视台
淮安电视台的前身是1971年1月1日正式转播的淮阴电视转播台。1987年1月20日，淮阴电视台成立，台址设在淮阴市大治路6号，并开办自办节目。
2001年，因淮阴市更名为淮安市，该台随之更名为淮安电视台。

### 淮安市广播电视台
2008年3月，原淮安人民广播电台、淮安电视台、淮安广播电视报社合并组建淮安市广播电视台。2011年11月注册挂牌淮安广电传媒集团。

## 电视频道
综合频道（原新闻综合频道，2017年改为综合频道）
主要节目有：
- 淮安新闻联播
- 今日观察
- 有事报道
- 魅力乡村
- 同在蓝天下
- 今日清江浦
- 七彩阳光

公共频道
主要节目有：
- 直播淮安
- 走进现场
- 悦读
- 教育时空
- 新闻茶坊
- 纪录

影视娱乐频道
主要节目有：
- 政行风热线
- 超常脱口秀
- 挑战掼神
- 戏曲天地

## 广播频率
- 新闻综合频率
- 经济生活频率
- 交通文艺频率
- 调频104.2